# Danseur noble

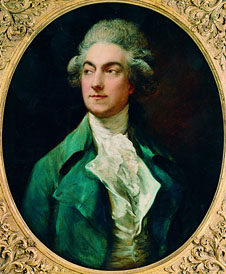
Gaetano Vestris

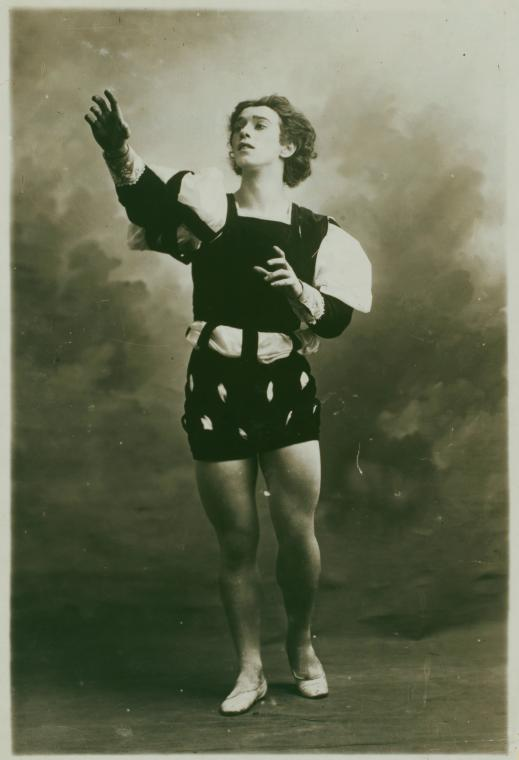
Wacław Niżyński

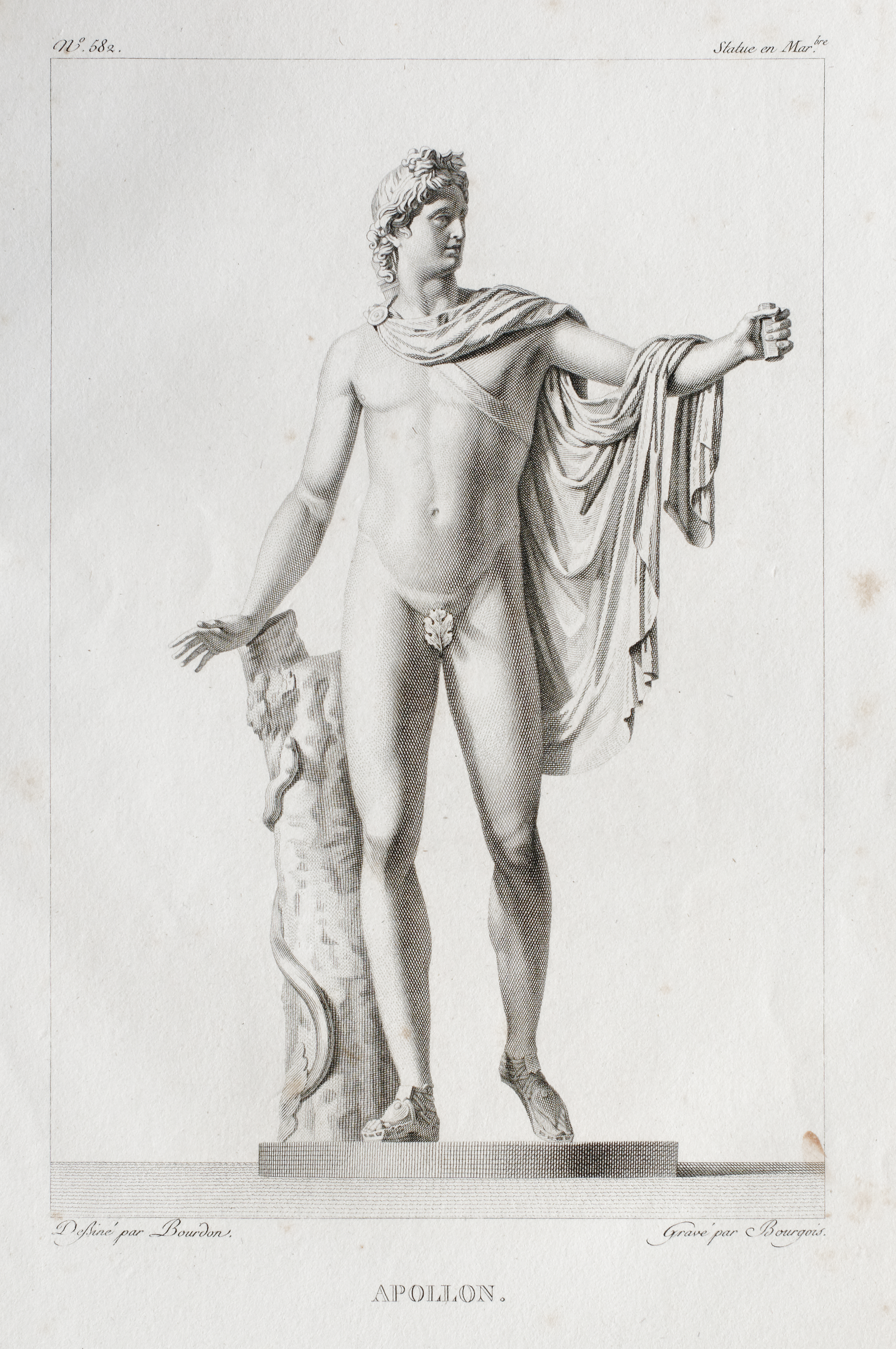
Apollo Belwederski

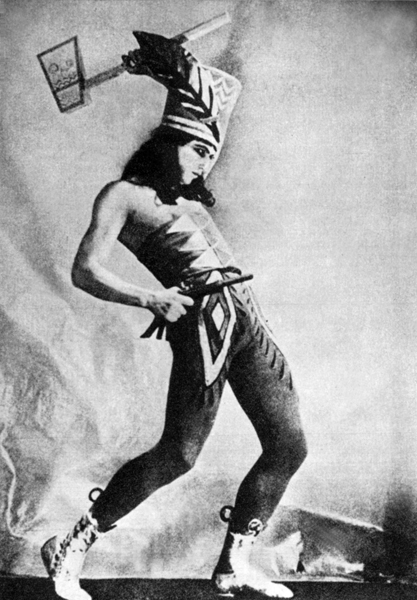
Serge Lifar

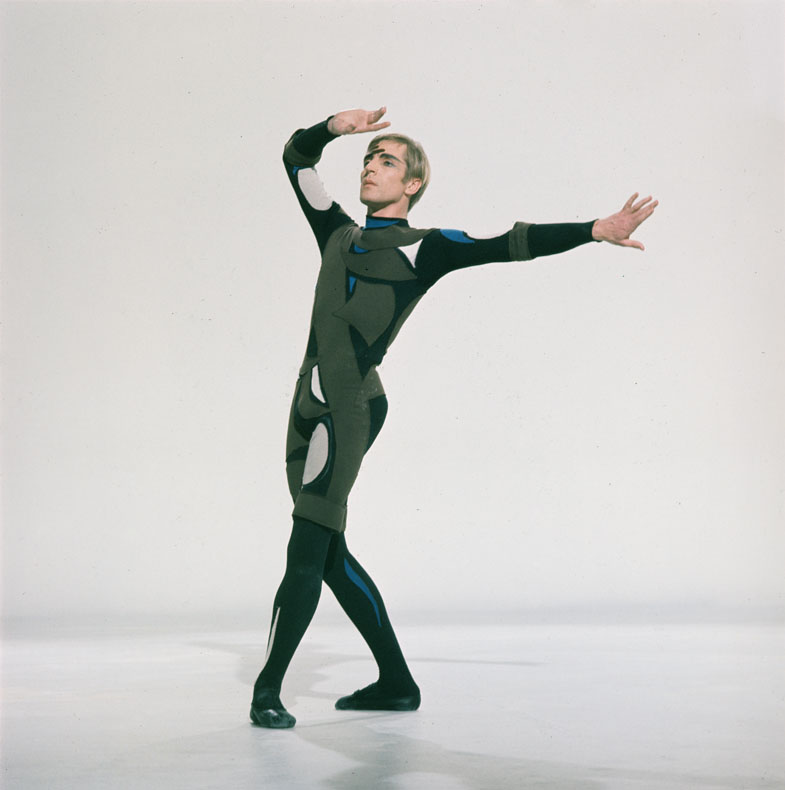
Eric Bruhn

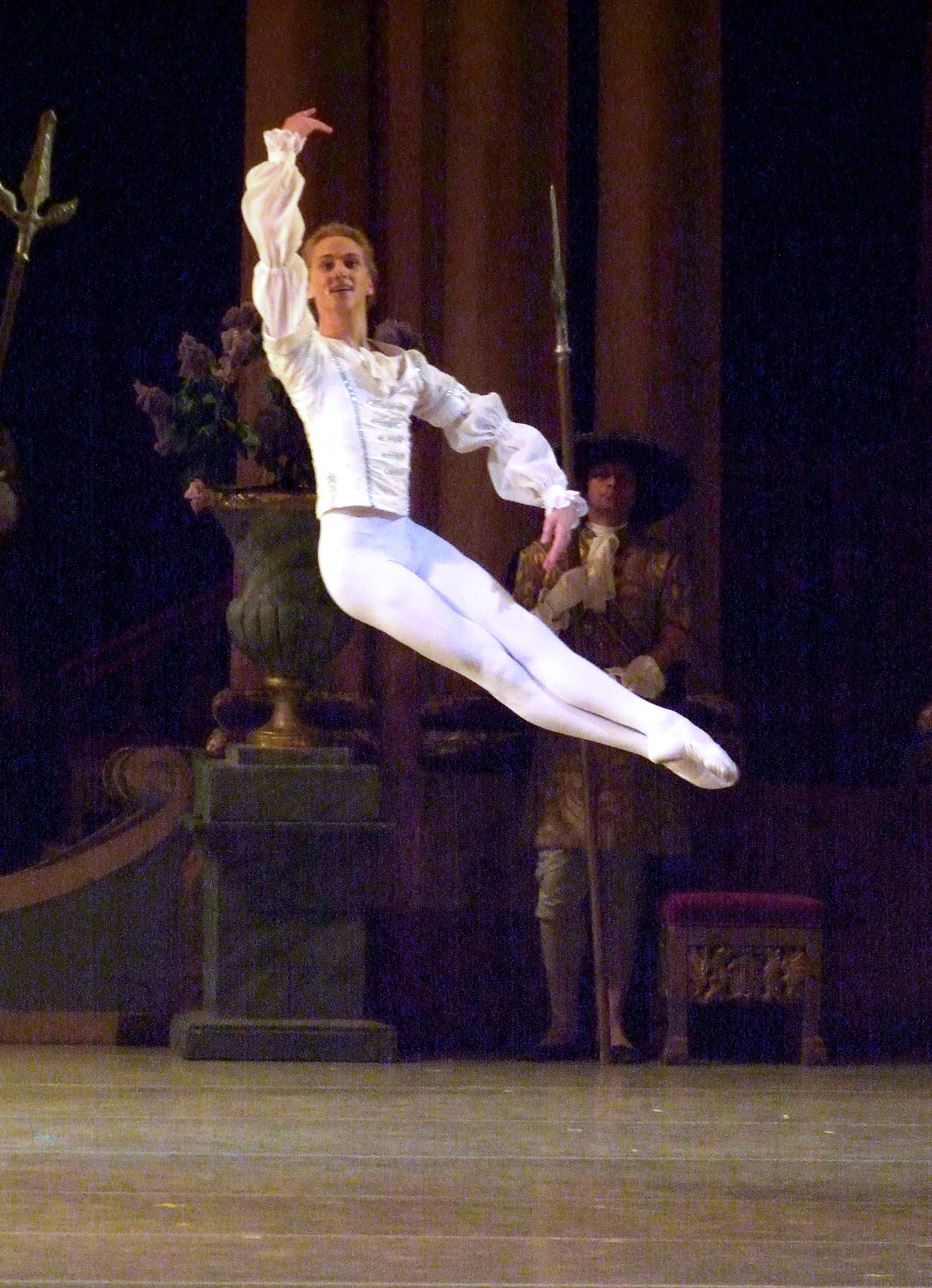
David Hallberg

Danseur noble - przyjęty w całym światowym balecie francuski termin oznaczający dosłownie „tancerza szlachetnego”. Chodzi o uświęcony przez tradycję typ tancerza baletowego o wyjątkowym talencie, urodzie, idealnych proporcjach i osobowości scenicznej, który jest partnerem czołowych tancerek w repertuarze choreograficznym.

## Charakterystyka
Powinien cechować go zwłaszcza wysoki wzrost, smukła sylwetka, proporcjonalnie długie nogi i ręce, regularne rysy twarzy, męski wdzięk, elegancja ruchów i wyrazisty gest sceniczny. Oczywistą jest przy tym bardzo dobra technika tańca klasycznego i umiejętność partnerowania, adekwatne w kolejnych okresach historycznych do wymagań repertuarowych stale rozwijającej się sztuki tańca scenicznego i kompozycji choreograficznej.
Tego typu tancerz jest niezbędny w każdym zespole baletowym o klasycznej formacji, aby spełnić estetyczne wymagania stawiane rolom bajkowych książąt, wodzów i innych bohaterów romantycznych. Dlatego „danseur noble” traktowany jest w balecie jako męski odpowiednik najlepszej tancerki klasycznej, tzw. primabaleriny, równoważąc jej mistrzostwo artystyczne swą wrodzoną charyzmą w oczach najbardziej wymagającej widowni.

## Historia
Sam termin „danseur noble” utrwalił się w epoce francuskiego baletu romantycznego, ale ten typ artysty zrodził się w praktyce tańca i teatru baletowego znacznie wcześniej.
W XVIII wieku, kiedy taniec męski dominował na scenach nad tańcem kobiet, tego rodzaju tancerzy nazywano „danseur sérieux” (tancerz poważny). Najwybitniejszym z nich w teatrach dworskich i piśmiennictwie baletowym przydawano nawet tak wyjątkowe określenia, jak: „dieux de la danse” (bóg tańca) – tak nazywano Louisa Dupré (1697-1774) i Gaetano Vestrisa (1728-1808), czy „Apollon de la danse” (Apollo tańca) – jak nazwano Charles’a Le Picqa (1745-1806), a fama o ich charyzmie scenicznej niosła się szeroko po Europie owocując licznymi zaproszeniami i gościnnymi występami w najważniejszych teatrach.
Nieodzowne cechy i walory takich tancerzy zdefiniowali najwybitniejsi praktycy i teoretycy baletu:
Jean-Georges Noverre (1727-1810) wymagał od nich „szlachetnej figury, pięknego oblicza, dumnej postaci i majestatycznego wyglądu” i uważał, że w dużym stopniu muszą to być cechy wrodzone. „Nikt się nie wyróżni – pisał, jeśli nie jest prawdziwie faworyzowany przez naturę, obdarzony wszelkimi zaletami i wszelkimi talentami, których nie da mu nauka i nie nabędzie poprzez nawyk, ale które podniesie do najwyższego stopnia doskonałości”.
Carlo Blasis (1797-1878) dodawał: „Na próżno byłoby do poważnego lub bohaterskiego gatunku baletowego przeznaczać tancerza, jeśli nie jest on obdarzony pięknymi, symetrycznymi kształtami i okazałą postacią, istotnymi cechami tego rodzaju tańca. Jedynie ci, którzy są zbudowani jak posągi Apollina, doskonale nadają się do tańca poważnego”.
Na przestrzeni dziejów baletu i w różnych krajach nie było zbyt wielu tego typu tancerzy. Wzbudzali zachwyt w swoich czasach, ale niestety stosunkowo szybko przechodzili do historii – jak wszystkie dokonania artystów tej ulotnej czasowo sztuki, przemijającej wraz z młodym wiekiem i sprawnością fizyczną tancerzy. Ich blask przemijał więc szybko, przenosząc się do wspomnień i na karty historii, a oni sami często uczyli i kształtowali później następne pokolenia talentów. Jak wiadomo bowiem balet to sztuka młodości, którą zwłaszcza „danseur noble” i "primabalerina" muszą wykorzystać do maksimum w stosunkowo krótkim czasie ich kariery scenicznej.
Takiemu idealnemu wzorcowi niełatwo było jednak dorównać. Dlatego historia światowego baletu notuje też wielu innych świetnych tancerzy, którzy nie posiadali aż tak idealnych warunków zewnętrznych, a jednak na tyle wyróżniali się talentem, techniką i osobowością, że także oni zasłynęli jako odtwórcy głównych ról w wielkim klasycznym i współczesnym repertuarze romantycznym. Najbardziej znani u nas spośród nich byli w XX wieku: Wacław Niżyński, Rudolf Nuriejew, Władimir Wasiljew i Michaił Barysznikow.

## Ważniejsi "danseurs nobles"
Za tancerzy tego typu lub bliskich temu ideałowi uważani byli również w swoich latach m.in.: Jean Dauberval, Auguste Vestris, Jules Perrot, Pierre Gardel, Lucien Petipa, Pawieł Gerdt, Wasilij Tichomirow; a począwszy od XX wieku: Michaił Fokin, Leonid Miasin, Serge Lifar, Adolf Bolm, Michaił Mordkin, Anton Dolin, Wachtang Czabukiani, Piotr Gusiew, Asaf Messerer, John Kriza, Igor Youskevitch, Aleksiej Jermołajew, Konstantin Siergiejew, Nikołaj Fadiejeczew, Robert Helpmann, Michael Somes, Jurij Sołowjow, Eric Bruhn, Rudolf Nuriejew, Władimir Wasiljew, Edward Villella, Heinz Bosl, Jean-Pierre Bonnefoux, Michaël Denard, Jean Guizerix, Cyril Atanassoff, Michaił Barysznikow, Denys Ganio, Henning Kronstam, Jacques d'Amboise, Fernando Bujones, Nicolas Le Riche, Anthony Dowell, Wayne Eagling, José Carlos Martínez, Ivan Nagy, Aleksandr Bogatyriow, Wiaczesław Gordiejew, Aleksandr Godunow, Richard Cragun, Ivan Liška, Peter Martins, Ib Andersen, Kevin McKenzie, Patrick Bissell, Jorge Esquivel, Carlos Acosta, Laurent Hilaire, Julio Bocca, Nikolay Tsiskaridze, Manuel Legris, Johan Kobborg, Ethan Stiefel, Maris Liepa, Irek Muchamiedow, Faruk Ruzimatow, Vladimir Malakhov, Sergei Filin, Roberto Bolle, José Manuel Carreño, David Hallberg, Marcelo Gomes, Federico Bonelli, Siergiej Połunin, Thiago Soares, Rupert Pennefather, Igor Zelenski, Mathieu Ganio, Stéphane Bullion, Evan McKie, Matthew Golding, Igor Kolb, Leonid Sarafanov, Vladimir Shklyarov, Friedemann Voge, Xander Parish. Pojawiają się wciąż nowi.

## W Polsce
Również na polskiej scenie w ciągu ponad 250-letniej historii naszego baletu występowali czasem tego typu artyści, choć zdarzali się niezwykle rzadko. 

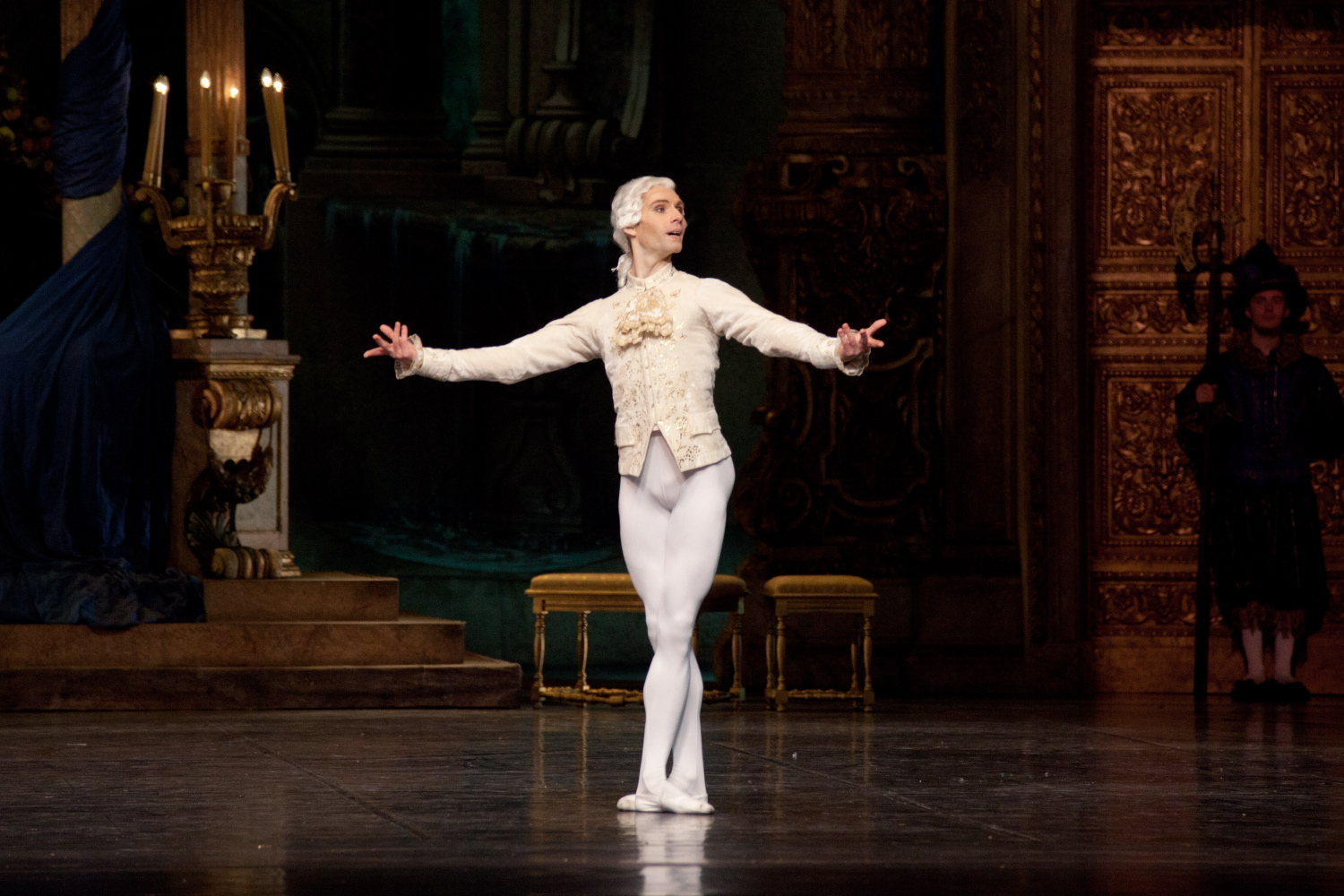
Vladimir Yaroshenko

Jako pierwszy, w latach 1765–1767, związany był z  królewskim zespołem baletowym w Warszawie młodociany Charles Le Picq, który powrócił znów do nas z występami – już jako "Apollo tańca" – jesienią 1785, stając się wówczas wzorcem do naśladowania dla utalentowanego polskiego tancerza Michała Rymińskiego.
W połowie 1767 gościł także w Warszawie przez kilka tygodni ówczesny "bóg tańca" Gaetano Vestris. Zrealizował on z naszym ówczesnym zespołem na scenie dawnej Operalni Saskiej słynny balet Jeana-Georgesa Noverre'a Medea i Jazon i kreował w nim rolę tytułową.
Z XIX wieku można by wymienić takich naszych artystów, jak: Mikołaj Grekowski, bracia-bliźniacy Aleksander i Antoni Tarnowscy, Ludwik Rządca, Stanisław Gillert i Michał Kulesza. Z nich zaś najwybitniejszym naszym "danseur noble" był bez wątpienia Aleksander Tarnowski.
W początkach XX wieku na scenach zagranicznych zasłynęli polscy tancerze klasyczni: Wacław Niżyński, Stanisław Idzikowski i Roman Jasiński.
Z kolei na powojennej scenie warszawskiej tańczyli m.in. Wojciech Wiesiołłowski (pseudonim Woytek Lowski), Feliks Malinowski, Gerard Wilk, Waldemar Wołk-Karaczewski i Sławomir Woźniak. Oni również rozwinęli z czasem lub finalizowali swoje kariery za granicą.
Współcześnie na polskiej scenie baletowej warunki i osobowość artysty typu „danseur noble” najpełniej uosabia Vladimir Yaroshenko, pierwszy tancerz Polskiego Baletu Narodowego.